# Mirela Delić
Mirela Delić (ur. 13 listopada 1981 roku w Dubrowniku) – chorwacka siatkarka, reprezentantka kraju, gra jako środkowa.
Obecnie występuje w azerskiej Rabicie Baku.

## Sukcesy
- Liga Mistrzyń:
  -  1998
  -  2011
  -  2010
- Mistrzostwa Chorwacji:
  -  1998, 2005
- Mistrzostwa Hiszpanii:
  -  2008
- Mistrzostwa Francji:
  -  2010
- Puchar Chorwacji:
  -  2004, 2005
- Puchar Francji:
  -  2010
- Mistrzostwa Azerbejdżanu:
  -  2011